# J.P. Morgan Reserve Card
La targeta de crèdit JP Morgan, abans coneguda com la targeta Palladium, és una targeta de crèdit Visa només rebuda per invitació i emesa per JPMorgan Chase. Va ser coneguda com la targeta JP Morgan Palladium fins que es va tornar a marcar formalment amb el seu nom actual. La targeta gravada amb làser està encunyada amb llautó i xapada amb pal·ladi. Aquesta targeta forma part d'una categoria de targetes de crèdit ultra exclusives, només per invitació, com ara la targeta American Express Centurion Card (també coneguda com a "Targeta negra Amex"). És una de les targetes de crèdit més exclusives del món, i reservada als clients privats més importants de JPMorgan Chase.

## Història
JPMorgan Chase va presentar la targeta Palladium l'any 2009, per atendre els seus clients amb un patrimoni net ultra alt de l'empresa. Bloomberg va descriure la targeta Palladium com la "carta per a l'1% de l'1%". Els clients de JPMorgan Chase que estan convidats a portar aquesta targeta han de tenir un mínim de 10 milions de dòlars en actius gestionats amb JP Morgan Private Bank i una mitjana de 100 milions de dòlars amb el banc. Només hi ha 5.000 titulars de targetes Palladium a tot el món.
La targeta Palladium va ser una de les primeres targetes de crèdit dels Estats Units a adoptar la tecnologia de xip intel·ligent EMV. Amb la seva construcció d'or de 23 quirats i un revestiment de pal·ladi, la targeta pesa 1 unça o 28,35 grams, cinc vegades el pes d'una targeta de crèdit de plàstic convencional i el doble de pes que la targeta American Express Centurion construïda en titani. El valor dels materials utilitzats per construir la targeta és de 1.000 dòlars.
El setembre de 2016, la targeta JP Morgan Palladium va ser reanomenada JP Morgan Reserve Card. La targeta Reserve és físicament idèntica a la seva predecessora, però ara inclou un conjunt d'avantatges i privilegis millorats, com ara membres gratuïts de sales de l'aeroport (com ara United Club i Priority Pass Select), i s'ha rebatejat com a Visa Infinite.